# Philodromus durvei
Philodromus durvei är en spindelart som beskrevs av Benoy Krishna Tikader 1980. Philodromus durvei ingår i släktet Philodromus och familjen snabblöparspindlar. Inga underarter finns listade i Catalogue of Life.